# Jydekompagniet
Jydekompagniet er en dansk komediefilm fra 1988 skrevet og instrueret af Finn Henriksen.

## Medvirkende
- Finn Nørbygaard
- Jacob Haugaard
- Kirsten Lehfeldt
- Søren Østergaard
- Ellen Winther Lembourn
- Michelle Bjørn-Andersen
- Hans Henrik Bærentsen
- Paul Hüttel
- Ulla Asbjørn Andersen
- Søren Hauch-Fausbøll
- Bendt Reiner
- Birthe Kjær

## Efterfølger
Jydekompagniet blev efterfulgt af Jydekompagniet 3, i det der aldrig er produceret en 2'er. Begrundelsen for dette er at “2'ere altid bliver en fiasko!”
I 2011 lavede duoen filmen Den sidste rejse, hvor de ligeledes spiller fiktive udgaver af dem selv, dog uden at den er en del af 'Jydekompagniet'-serien.